# Astochia caspica
Astochia caspica är en tvåvingeart som beskrevs av Hermann 1917. Astochia caspica ingår i släktet Astochia och familjen rovflugor. Inga underarter finns listade i Catalogue of Life.